# Adreian Payne
Adreian Payne (Dayton (Ohio), 19 de febrero de 1991 - 9 de mayo de 2022, Orlando (Florida)) fue un jugador de baloncesto estadounidense que disputó cuatro temporadas en la NBA, además de otras cuatro en ligas europeas. Con 2,08 metros de estatura, jugaba en la posición de ala-pívot.

## Trayectoria

### Instituto
Asistió al instituto de Jefferson High School en su ciudad natal de Dayton. En su última temporada como "sénior" promedió 15,6 puntos, 11,3 rebotes y 4 tapones por partido al impulsar a su equipo a un récord de 19-5 y al campeonato estatal de la División IV.

### Universidad
En verano de 2010 decide dar el paso de asistir a la universidad. Pese a recibir la propuesta de la Universidad Estatal de Ohio, se decantó por la propuesta de la Universidad Estatal de Míchigan.
En su primer año como "freshman" en los Spartans, tuvo unos registros de 2,5 puntos y 2,4 rebotes en 34 partidos.
En su segunda temporada como "sophomore", además de acabar líder en mejor taponador de su equipo con 39 tapones, mejoró notablemente sus registros con 7 puntos y 4,2 rebotes por partido.
Al año siguiente, siendo júnior, se ganó la titularidad y tuvo unos registros de 10,5 puntos y 7,6 rebotes en 25,6 minutos por partido.
En su cuarto y último año como "sénior", en la pretemporada estuvo nominado al premio Naismith College Player of the Year y al Premio John R. Wooden. Ya en la temporada regular, Payne fue nombrado jugador de la semana una vez. Tuvo una lesión de tobillo que le obligó a perderse 7 partidos. A la conclusión de la temporada regular fue nombrado en el segundo mejor quinteto de la Big Ten Conference.

### Profesional

#### NBA
Atlanta Hawks (2014–2015)
El 26 de junio de 2014, fue elegido en la decimoquinta posición por los Atlanta Hawks en el Draft de la NBA de 2014. En febrero de 2015 fue traspasado a los Minnesota Timberwolves a cambio de una futura primera ronda del draft.
[actualizar]
Minnesota Timberwolves (2015–2017)
[actualizar]
Orlando Magic, Lakeland y suspensión (2017–2018)
El 21 de agosto de 2017, firma un contrato dual con Orlando Magic. Las condiciones del contrato incluian pasar la mayor parte de la temporada con el filial de la G League, los Lakeland Magic, por lo que solo disputó 5 encuentros con el primer equipo. Además, el 26 de enero de 2018, fue cortado después de que su nombre saliera a la luz en una supuesta agresión sexual que se remonta a su primer año en la universidad.

#### Europa
El 12 de enero de 2019, firma por el Panathinaikos BC de la A1 Ethniki y la Euroliga.
En la temporada 2019-20, firma por el ASVEL Lyon-Villeurbanne de la Ligue Nationale de Basket-ball francesa.
El 25 de febrero de 2021, firma por el Muğla Ormanspor Basketbol Kulübü de la Basketbol Süper Ligi.
En diciembre de 2021, firma con el Juventus Utena de la liga lituana. Donde promedió 8,6 puntos y 4,6 rebotes por partido antes de renunciar el 17 de febrero de 2022.

## Estadísticas de su carrera en la NBA

### Temporada regular
| Año     | Equipo    | PJ  | PT | MPP  | %TC  | %3P  | %TL  | RPP | APP | ROB | TPP | PPP |
| ------- | --------- | --- | -- | ---- | ---- | ---- | ---- | --- | --- | --- | --- | --- |
| 2014-15 | Atlanta   | 3   | 0  | 6.3  | .286 | .000 | .500 | 1.3 | .0  | .3  | .0  | 1.7 |
| 2014-15 | Minnesota | 29  | 22 | 24.8 | .418 | .125 | .659 | 5.4 | 1.0 | .6  | .3  | 7.2 |
| 2015-16 | Minnesota | 52  | 2  | 9.3  | .366 | .281 | .654 | 2.1 | .6  | .3  | .2  | 2.5 |
| 2016-17 | Minnesota | 18  | 0  | 7.5  | .426 | .200 | .737 | 1.8 | .4  | .4  | .4  | 3.5 |
| 2017-18 | Orlando   | 5   | 0  | 8.6  | .700 | .667 | .833 | 1.8 | .0  | .4  | .0  | 4.2 |
| Total   | Total     | 107 | 24 | 13.1 | .406 | .254 | .680 | 2.9 | .6  | .4  | .3  | 4.0 |

## Vida personal

### Denuncia por abuso sexual
En enero de 2018, siendo jugador de los Orlando Magic, Payne fue suspendido de forma indefinida tras aparecer en un reportaje de investigación de ESPN, en el que se denunciaban varios casos de abuso sexual tapados por la Universidad Estatal de Míchigan. En el caso concreto de Payne se le acusaba de un delito de abuso sexual perpetrado en agosto de 2010. Entonces, y junto a su compañero de equipo Keith Appling, habrían mantenido relaciones sexuales con una estudiante de la universidad sin su consentimiento. Tras la investigación, no se presentaron cargos contra Payne.

### Fallecimiento
Durante la madrugada del lunes 9 de mayo de 2022, a los 31 años, fallecía en Orlando, Florida tras ser tiroteado. Su asesino, Lawrence Dority, de 29 años, fue detenido por la policía.